# Фишер, Филип
Филип Артур Фишер — известный экономист и профессиональный инвестор.

## Биография
В 1928 году, окончив Высшую школу делового администрирования при Стэнфордском университете, Фишер поступил на должность аналитика в банк Anglo London & Paris National Bank в Сан-Франциско.
В 1930 году перешел на работу в брокерскую фирму, где занимался поиском подходящих для приобретения акций.
1 марта 1931 г. Фишер основал компанию «Fisher & Company». В 1932 году чистая месячная прибыль составляла $ 2,99, в 1933 — $ 29 в месяц. Однако Фишер считал эти годы самыми прибыльными — он отточил концепцию инвестирования и смог привлечь клиентов, которые долгие годы оставались верными его методам и компании.
Во время Второй мировой войны Фишер был призван в ВВС Армии США, занимался штабной работой.
В 1955 году Фишер купил акции Motorola и сохранил их до самой смерти.
Филип Фишер занимался инвестициями 74 года, завершив карьеру инвестора в возрасте 91 года.

## Отзывы
Баффетт сказал[когда?]

[кому?] о Филипе: «От него, я узнал ценность „слухового“ подхода: идти и разговаривать с конкурентами, поставщиками, клиентами, чтобы выяснить, как действительно работает та или иная отрасль или компания». Вместо анализа балансовых отчетов проживающий в Сан-Франциско Фишер предпочитает изучать людей и организации — в этом его инновационный вклад в анализ ценных бумаг».

## Теория

### Оценка предприятия по Фишеру
1. Располагает ли компания продуктами или услугами, обладающими рыночным потенциалом, достаточным для того, чтобы поддержать существенный рост объёма продаж хотя бы в течение нескольких лет?
2. Имеет ли руководство компании намерение продолжать разрабатывать продукты и развивать процессы, которые обеспечат увеличение потенциала рынка сбыта после того, как будет в значительной мере исчерпан потенциал роста ассортимента продукции, привлекательной сегодня?
3. Насколько результативна компания в сфере исследований?
4. Имеет ли компания сбытовую организацию выше среднего уровня?
5. Имеет ли компания достаточную норму прибыли?
6. Предпринимает ли компания усилия для сохранения и увеличения нормы прибыли?
7. Создана ли в компании наилучшая модель взаимоотношений с персоналом?
8. Созданы ли в компании наилучшие отношения с руководящими работниками?
9. Есть ли в компании резерв руководителей?
10. Насколько эффективно в компании осуществляется бухгалтерский контроль?
11. Имеются ли другие стороны бизнеса или отраслевые особенности, которые могут дать инвестору ключ к пониманию, насколько эффективной может оказаться компания в сравнении с конкурентами?
12. Нацелена ли стратегия компании на получение долгосрочной прибыли?
13. Потребует ли рост компании в обозримом будущем существенного финансирования через выпуск ценных бумаг, так, что увеличившееся количество акций в обращении съест значительную часть доходов, которые нынешние акционеры могли бы получить от этого роста?
14. Не происходит ли так, что команда управляющих охотно ведет диалог с инвесторами о положении дел в компании, когда они идут хорошо, но набирают в рот воды, как только возникают проблемы?
15. Возглавляет ли компанию команда управляющих, чья честность не вызывает сомнений?